# Uzebox
Uzeboxはレトロミニマルなオープンソースゲーム機として設計されている。Atmel製のAVR8ビット汎用マイクロコントローラーがベースになっている。システムの特徴として割り込み駆動カーネルを使用するがフレームバッファ (en) は持たない。ゲームはC言語で簡単に開発できるため、ビデオ同期生成、タイルレンダリング、ミキシングといった機能はバックグラウンドタスクとしてリアルタイムに行われる。面白いゲームを作るために、十分なリソースを残しつつそれでも十分な音楽とグラフィックを可能な限りシンプルに実現することを目標としている。機器自体を簡単に作ることと趣味での組み立てやプログラミングの楽しさを重点に置いている。最新の設計ではATmega644とAD725のRGBからNTSC/PALへのエンコーダーの2つのチップが搭載されている。
UzeboxはMake誌が選ぶ2009年のオープンソースハードウェア決定版に選出された。

## 機能

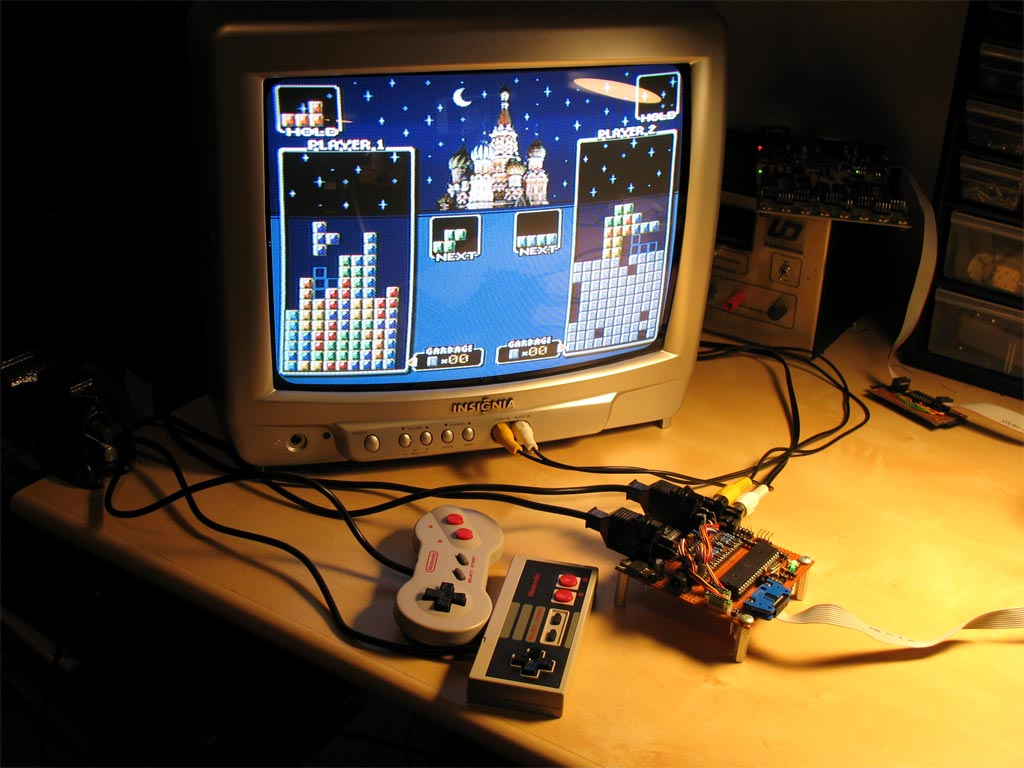
テレビに接続してゲーム画面を表示させているUzebox試作機

2つのチップと個別の部品のみで製作でき、部品数が少なくコストが低く抑えられる。割り込み駆動カーネルにより、サイクルカウントが必要なくサウンドミキシングや映像生成はすべてバックグラウンドで行われる。R-2R抵抗ラダーDACで256色の同時発色を実現し、サウンドシステム3つのウェーブテーブルチャンネルと1つのノイズもしくはPCMチャンネルの4チャンネルサウンドエンジンになっている。MIDIインは直接コンソール上で作曲を可能にするミュージックシーケンサーで、コントローラはNES/SNESの標準コントローラのインターフェイスが搭載されている上、SNESマウスにも対応している。SD/MicroSDカードスロットも搭載されている。I/Oラインと周辺機器は実験のためのUARTとSPIポートで利用可能。フルサイクルパーフェクトのエミュレータで開発が容易になり、SDカードでゲームをロードしてプレイするベータ版のゲームローダーもある。ゲームを開発する時に使うAPIは複数のビデオモードやサウンドドライバなどを提供する。ソフトウェアもハードウェアデザインもGPLライセンスである。

## ハードウェア仕様

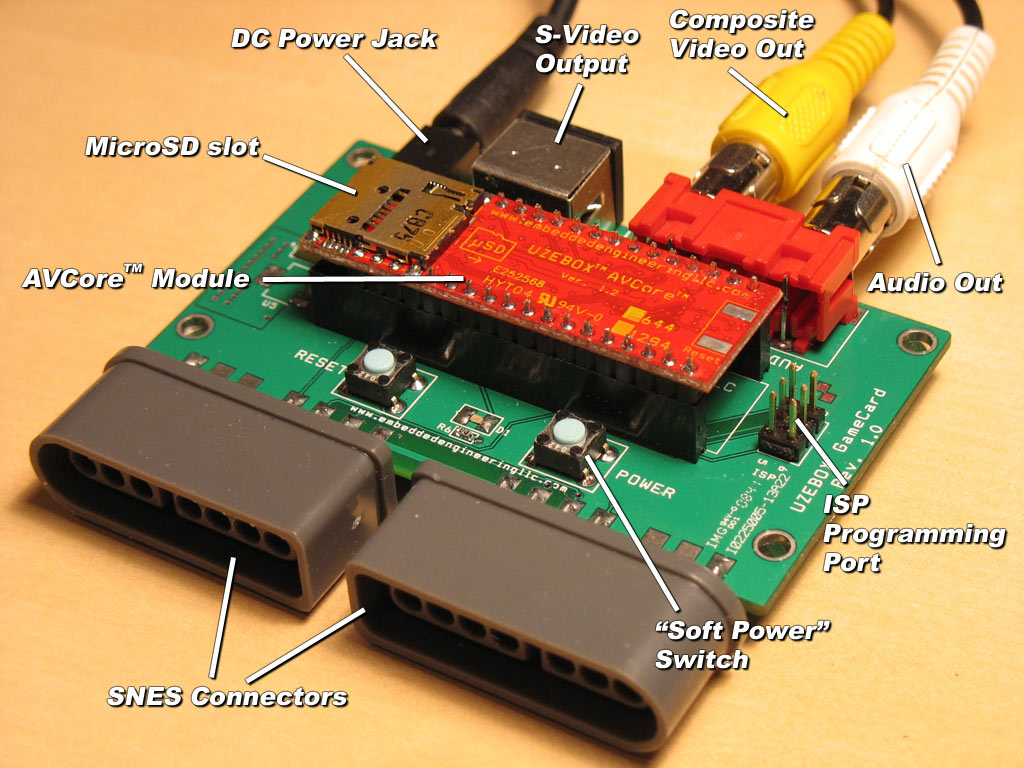
Uzebox AVCoreのボード説明

- CPU: ATmega644マイクロコントローラ
- RAM総容量: 4K
- プログラムメモリ: 64K
- 処理速度: 28.61818 MHz（オーバークロック）
- 色: 色空間3:3:2（赤:3ビット、緑:3ビット、青: 2ビット）で256同時発色アレンジ
- ビデオ出力: NTSCコンポジットとS端子
- サウンド: 8ビットモノラル、~15 kHzミックス、PWM経由出力
- 入力: NES/SNES互換ジョイスティック端子2つ
- 外部ストレージ: SD/MicroSD
- オプション: MIDI-inインターフェイス

## 発売
2010年現在、Uzeboxデザインの組み立て済みユニットであるUzebox AVCoreが商用販売されている。2011年にはUzebox DIY kit と欧州向けにSCART出力に対応したEUzebox DIY kit
の2つのさらなるDIYキットが発売された。